# Papež Nikolaj II.
Papež Nikolaj II. (latinsko Papa Nicolaus Secundus) rojen kot Gerard Burgundski (latinsko Gerardus Burgundus; nemško Gerhard von Burgund; italijansko Gerardo di Borgogna; francosko Gérard de Bourgogne) je bil francoski škof, kardinal in papež, * okrog 980,  Chevron (Château de Chevron, Arleško kraljestvo, Sveto rimsko cesarstvo, danes: Francija), † 27. julij 1061 Florenca (Toskana, Papeška država, Sveto rimsko cesarstvo; danes: Italija). 

Papež je bil od  6. decembra 1058 do svoje smrti 27. julija 1061. Bil je šesti papež, ki je uresničeval gregorijansko reformo in prvi, ki je začel boj za investituro.

## Življenjepis

### Izvor in vzpon
Zelo malo je znanega o njem pred povzdignjenjem na papeški prestol, in skoraj ničesar o obdobju pred 1045. Vemo, da je bil Gerard  rodom iz Burgundije, iz Chevrona, grada v Savoji, v današnji Franciji, in je bil torej plemenitega rodu.  Benzova navedba, da je bil nezakonski sin  izpod peresa hudega nasprotnika Gregorja VII. je osamljena in ne zveni prepričljivo; prav tako ni zanesljiva domneva, da je pripadal klinijskemu prenovitvenemu redu (J. Wollasch), saj se je kot papež postavljal v sporih med opati in škofi redno na škofovsko stran. 

9. januarja 1045 je izpričan Gerard prvič kot škof v Florenci, kjer je začel cerkveno obnovo že v prejšnjih letih. Aprila 1049 je sodeloval na rimski sinodi, ki jo je sklical Leon IX.; tukaj so sprejeli ostre ukrepe zoper simonijo in duhovniško priležništvo. Leonov naslednik Viktor II. si je izbral ravno Florenco za sedež pomembne sinode, ki je zbrala 120 škofov in se je odvijala v navzočnosti svetorimskega cesarja Henrika III.. Škofa so ob tej priliki lahko bolje spoznali visoki cerkveni dostojanstveniki, pa tudi sam papež, ki se je zadrževal v tem mestu zopet 1057. Mesto je pridobilo na politični veljavi, ker je v njem stoloval lorenski vojvoda Gotfrid; po poroki z Beatriko, vdovo Bonifacija iz Canosse, je postal najuglednejši vladar srednje Italije. Zato ne čudi, da je po smrti papeža Viktorja bil izvoljen Gotfridov brat Friderik Lorenski, opat na Monte Cassinu, za papeža Štefana IX.; takrat je nastala zveza med toskansko vladarsko hišo in cerkvenimi prenovitelji – obojni so od blizu spoznali njegove velike sposobnosti. 

Med svojim škofovanjem si je Gerard prizadeval znotraj svoje škofije poboljšati razmere v cerkvah in samostanih, zlasti s spodbujanjem duhovščine k skupnemu življenju v mnogih župnijskih središčih, ter je oskrbel župnije s potrebnimi gmotnimi sredstvi: v ta namen je šla četrina desetine, polovica zapuščinskih oporok in celotne zbirce in ofri. Kar je uvedel kot škof, je potrdil kot papež 

## Papež

### Spor medBenediktom X.inNikolajem II.
Papež Štefan IX. je nenadoma umrl 29. marca 1058 v Florenci, star komaj 38 let. Ne brez razloga je pred svojim odhodom iz Rima, ko je bil že hudo bolan, rotil kardinale in ljudstvo, naj počakajo z izvolitvijo naslednika do vrnitve Hildebranda iz Nemčije. Želel si je vsekakor za naslednika moža, ki bo nadaljeval gregorijansko reformo. 
 
Štefanovo smrt pa je spretno izkoristila rimska plemiška rodbina Tuskulskih grofov in je izvolila – ne držeč se cerkvenopravnih predpisov - škofa Janeza Tuskulskega (imenovanega Mincius) za papeža; po svojem bratu Benediktu IX. si je privzel ime Benedikt X. 

Ko je ob vrnitvi iz Nemčije Hildebrand za to zvedel, je sklical sinodo v Sieno. Tu so 6. decembra 1058 po vseh cerkvenih predpisih izvolili škofa v Florenci, Gerarda, za novega papeža Nikolaja II.. To je bil mož, ki se je že med svojim škofovanjem iskreno zavzemal za prenovo Cerkve; kardinali pa so obenem hoteli papeštvo osvoboditi gospodovalnosti rimskega plemstva - pa tudi vpletanja svetorimskega cesarja. Januarja 1059 je sinoda v Sutriju odstavila Benedikta X.; nato je Nikolaj II. mogel priti v začetku 1059 v vojaškem spremstvu v Rim, kjer so ga posvetili in ustoličili 24. januarja 1059. Tukaj je imel prvi govor, v katerem je poudarjal mir in slogo. 

### Dogovor zNormani
Toda Benedikt X. se ni zlepa uklonil. Pristaši papeža Nikolaja II. so skozi celo leto vodili borbe z Benediktovimi privrženci v rimski okolici. Tedaj je bila Sicilija še vedno pod oblastjo muslimanskega saracenskega emirata. Nikolaj je prenehal s protiromansko politiko svojega prednika, da bi Normane spodbudil za ponovno pridobitev zasedenih ozemelj. 1059 je v Melfiju razglasil normanskega vojvoda Guiscarda za vojvoda Apulije, Kalabrije in Sicilije, a normanskega grofa Riharda od Kapue za kralja. Z normansko pomočjo je tako osvojil Tuskulum ter prisilil Benedikta X. na vdajo; Normani pa so uspešno nadaljevali boj za pridobitev Sicilije. 

### Boj zopercezaropapizem,simonijoinlaično uvajanje
Na papeža Nikolaja sta močno vplivala njegova najbližja sodelavca Hildebrand in kardinal Humbert. 

#### Na Zahodu je vodil boj zlastikardinal Humbert
Humbert  1057 je – kot vatikanski knjižničar pri reformnem papežu Štefanu IX. – napisal obširno delo proti simoniji,  Libri tres adversus Simoniacos (Tri knjige zoper prekupčevalce s cerkvenimi službami (=simoniste)) (1057), ki so spodbudile začetek gibanja, ki je znano pod imenom gregorijanska reforma. 1058 je obtožil Henrika I. za simonijo in nasilje pri prodajanju škofij in opatij.  Menijo tudi, da je bil Humbert duhovni oče odloka o papeških volitvah In nomine Domini (1059), ki je določil, da sme papeža voliti le kardinalski zbor. 

Sicer je že prej, soglasno s papežem Leonom IX., poudarjal, da so simonistična posvečenja neveljavna in da je simonija neke vrste krivoverstvo; zdaj je skušal razgaliti še njene vzroke in izhodišča. Vir vsega zla je videl v laični investituri , ki je odnos med duhovniki in laiki postavila na glavo. To je bilo uveljavljanje cezaropapizma na Zahodu in je bilo posebno vidno pri volitvah škofov: po starih cerkvenih normah so na metropolitov predlog škofa volili duhovniki; ljudstvo in svetni oblastniki so dali zgolj soglasje. Zdaj pa je škofa izbral svetni oblastnik, metropolit in duhovniki pa pri tem niso imeli praktično nobene besede – so postavitev pravzaprav le sprejeli na znanje. Na ta način je najpomembnejša služba v Cerkvi prišla v popolno odvisnost od laikov, zlo pa se je stopnjevalo s tem, da ti laiki navadno niso gledali, ali bodo od njih postavljeni škofje dobri oznanjevalci in vodniki božjega ljudstva, ampak jim je šlo bolj za to, da bodo v njih imeli koristne vazale. Humbert v svojih spisih ni nastopil zgolj proti neredu na tem področju. Z zahtevami, ki so jih podpirali tudi drugi pristaši reforme, je hotel doseči temeljito nravno prenovo Cerkve in njeno neodvisnost od svetne oblasti, popolno svobodo v delovanju. Z idejami, ki so postale vodilna misel prenove Cerkve, tako ni nastopil le proti zlorabam svojega časa, ampak proti religiozno-političnemu sistemu zgodnjega srednjega veka sploh. 

#### Na Vzhodu je imel cezaropapizem globoke korenine
Še bolj kot na Zahodu v Svetorimskem cesarstvu sta bili ukoreninjeni tako simonija kot laična investiture na Vzhodu v Bizantinskem cesarstvu, kjer sta dobili takorekoč domovinsko pravico. Tako je postal cezaropapizem Carigrada glavni povod razkola in ni čudno, da so Humbertova temu pojavu ostro nasprotujoča stališča naletela 1054 le-tam na hud odpor in poglobitev razkola, ki je že poprej kalil medsebojne odnose, ki so vsaj že od 6. stoletja naprej hudo šepali. Vmešavanje svetne oblasti so vzhodni škofje večkrat brez ugovora priznavali; tako se je to vmešavanje začelo smatrati kot cesarjeva pravica. Cesarji so skoraj za vsako nasilno kršenje cerkvene svobode lahko dobili nekoliko, včasih pa celo večino škofov na svojo stran. Grki so bili že od nekdaj pripravljeni vso svojo osebnost in vse svoje življenje žrtvovati državnemu sistemu; tako so se polagoma tudi v verskih stvareh in cerkveni uredbi prilagodili in deloma tudi podvrgli državi, a vse to je dalo rodovitno podlago za cezaropapizem na škodo cerkvene neodvisnosti.  

### Določbe o papeških volitvah in Lateranska sinoda
Nikolaj II. je 1059 v Rimu sklical sinodo, ki se je udeležilo kar 113 škofov. Sinoda je najprej zavrgla nauk Berengarja iz Toursa, ki je tajil resnično Kristusovo navzočnost v evharistiji, potem pa izdelala več reformnih odlokov. Strogo je nastopila proti simoniji, proti ženitvi duhovnikov, zahtevala, da duhovniki iste Cerkve živijo skupaj, prepovedala je duhovnikom sprejemati cerkvene službe iz rok laikov, kar je bil prvi sunek proti laični investituri. Izdala je tudi nov odlok glede volitve papeža: samo kardinali-škofje imajo pravico nekoga predlagati za papeža, volijo pa potem skupaj kardinali-škofje, kardinali-duhovniki in kardinali-diakoni. Čeprav tega odloka niso vedno spoštovali, je vendar utemeljil zahtevo, da je za volitev papeža pristojna izključno cerkvena oblast. Sinodi 1060 in 1061 sta te odloke še poostrili. 

Vrhunec njegovega papeževanja je bila lateranska sinoda v začetku maja 1059, ki je izoblikovala stališča za cerkveno prenovo ter je pod vplivom Hildebranda, Damianija in Humberta izdala sledeča določila:
1. Izvolitev, posvetitev in ustoličenje pripada kardinalom-škofom, ne da bi zanemarili pravico svetorimskega cesarja.
2. V priležništvu živečim klerikom je prepovedano opravljanje svetih opravil; laiki, ki so nezvesti poročni obljubi, ne morejo prejemati svetega obhajila.
3. Popraviti je treba pravila stolnega kapitlja v Aachenu in cerkvenjake oziroma cerkvene osebnosti obvezati na skupno življenje po zgledu prve Cerkve (Apd 2,44; 4,32–37).
4. Laiki ne morejo uvajati v cerkvene službe – s tem da laična investitura ni bila izrecno prepovedana.
5. Simonijo je treba obsoditi kot herezijo; veljavna pa so posvečenja, ki so jih podelili simonisti zastonj.
6. Obsojen je bil Berengarjev dvom o resnični evharistični navzočnosti. [20]

### Dela
- »Documenta Catholica Omnia« (v latinščini). Cooperatorum Veritatis Societatis. Pridobljeno 6. decembra 2011.

1. Papež Nikolaj II., škof Gerardo v Florenci, niti ni bil kardinal, ko je bil 1058 izvoljen za papeža. Na lateranski sinodi 13. aprila 1059 je objavil odlok In nomine Domini, ki daje kardinalom-škofom izključno pravico do predlaganja kandidata za rimskega papeža; vsi kardinali papeža volijo, duhovščina in ljudstvo pa le izrazijo svoje strinjanje k izvolitvi. Le nejasno je bila omenjena cesarjeva pravica, da potrdi izvolitev; vsakemu cesarjevemu nasledniku je papež moral to pravico posebej podeliti in jo je mogel cesar tudi izgubiti, če jo je zlorabil. Od tega odloka naprej so kardinali dobili v cerkveni hierarhiji mesto takoj za papežem.
2. Papež Nikolaj II. je imenoval 13 kardinalov v treh različnih konsistorijih. [21] [22]

## Smrt in spomin

### Smrt in grob
Nikolaj II. je bil izvoljen za papeža 6. decembra 1058, umrl pa je 19. (po nekaterih 26. ali 27.) julija 1061. . Umrl je v Florenci star 51 let za mrzlico; pokopali so ga v cerkvi Santa Reparata. Nad to prvotno cerkvijo so pozneje zgradili današnjo stolnico (il Duomo). Zgodovinar Peter Mallius pa trdi, da so njegove ostanke pokopali v zunanjo levo ladjo Bazilike sv. Petra v Vatikanu. Najsi bo kakorkoli – za njegovim grobom ni sledu niti v Florenci niti v Rimu. 

## Ocena
- Sveti Peter Damiani pravi o njem: »Jaz ga smatram za učenega in bistroumnega človeka, vzvišenega nad predsodki, čistega, globoko pobožnega in skromnega.« - Pisal je tudi pesmi njemu na čast.
- Njegov sodobnik kardinal Majnard [25] piše o njem, da je iz ponižnosti vsak dan – po Jezusovem zgledu pri zadnji večerji - dvanajstim revežem umil noge in jih pogostil. Nagrobni napis poveličuje njegovo nravno čistost in pravo vero; kar jem namreč z besedo oznanjal, to je tudi z dejanjem izpričeval. Sveti Peter Damiani ga oriše kot izredno bistroumnega in omikanega moža, zanesljive čistosti in velikodušnega v dobrodelnosti.[26]
- Papeška pisarna ponuja v času Nikolaja II. nove oblike in podobe, ki lahko poudarjajo z večjo močjo osnovni namen papeške oblasti v Cerkvi: ona predstavlja Božje orodje za razsvetljevanje vseh Cerkva, za dajanje trdnosti cerkvenim ustanovam, za popravljanje napak ter za združevanje udov z glavo (M. Maccarrone). [8]

### Mračno stoletjeincezaropapizem
Za papeže je bilo 10. stoletje vsekakor temačno obdobje in ga po pravici imenujemo Mračno stoletje. Kronika, ki jo je napisal nemški škof Liutprand, slika posvetnost na papeškem dvoru; vendar je njegova poročila treba brati s pridržkom, saj je bil pisec zelo protirimsko razpoložen - kar tudi sam izrecno poudarja - in je zato dvomno, da je pisal nepristransko.  Za to obdobje torej manjkajo neodvisni in nepristranski zgodovinski viri. Večino poročil o škandalih, nasilju in razvratu v Rimu je napisal torej že omenjeni Liutprand. Svojemu delu je dal pomenljiv naslov Maščevanje (Obračun, Antapodosis). Ta naslov daje slutiti, da je v svojem pripovedovnju brez dvoma pretiraval, pa tudi potvarjal zgodovinsko resnico, da bi se na ta način maščeval nekaterim ljudem, ki so se mu zamerili. Kljub Liutprandovim pretiravanjem pa je bilo v takratni družbi res marsikaj slabega, kar je najedalo tudi Cerkev tako od zunaj kot od znotraj. Tako si lahko ustvarimo mnenje, da je to bil v resnici strašen čas. 
Rimske družine so obvladovale papeštvo deloma tudi v 11. stoletju: najprej Krescenciji, nato Tuskulci (Tuskulani). Z obnovo Svetorimskega cesarstva nemške narodnosti pa je po Mračnem stoletju nastopil za Cerkev čas prav tako mračnega cezaropapizma z laično investituro, kar je pripeljalo do dolgotrajnega, nepopustljivega in izčrpljujočega investiturnega boja. Cesar se je začel vmešavati v cerkvene zadeve ne le z umeščanjem škofov in opatov, ampak tudi s postavljanjem in odstavljanmjem papežev. Zanimivo, da so papeži svojim kraljem-zaveznikom na Ogrskem mirne duše prepuščali ta privilegij še naprej.

Z vzpostavitvijo rimsko-nemškega cesarstva 962 se je začela oblikovati v tem cesarstvu nemške narodnosti t.i. Reichskirche (državna Cerkev). Že Karel Veliki je v nekaterih primerih sam imenoval škofe, Oton I. pa je njegov državni cerkveni sistem dopolnil. Zagotovil si je pravico imenovanja in umeščanja škofov; tako je uvedel laično investituro za visoke cerkvene službe, ki so odslej bile povezane z bogatimi fevdi. Škofje so z umeščanjem postali cesarjevi vazali, Cerkev je vse bolj postajala »osrednja državna ustanova«. V času Otona III. je laična investitura postala že reden državni sistem, istočasno pa so se pojavile številne neugodne posledice takega sestava; za Cerkev je bilo torej povezovanje s fevdalnim sistemom pogubno. 

### Odnos med papeštvom in cesarstvom
- Tesno sodelovanje in dobri odnosi med cathedra Petri in Sacrum Romanum imperium – med  Petrovim sedežem in  Svetorimskim cesarstvom – med oltarjem in prestolom torej – je bilo posebna značilnost papeževanja Viktorja II.. Sožitje Regnum et Sacerdotium (kraljestvo in duhovništvo) je doživelo vendarle s smrtjo  Henrika III. in Viktorja II. svoj vrhunec in obenem konec; ta povezava se bo v naslednjih letih investiturnega boja morala dokončno pretrgati. Polagoma pojemajoči vpliv svetnih vladarjev na papeštvo se je kmalu pokazal, ko je Viktorjev naslednik Štefan IX. avgusta  1057 bil ustoličen pravzaprav brez kakršnegakoli soglasja salijskih vladarjev. Tako označuje smrt Viktorja II. obenem tudi konec nemškega prenoviteljskega papeštva. [30]
- Izhajajoč od vladarskih podob v srednjeveških evagelistarijih je ponazoril Weinfurter [31]korenit prelom v skupni igri med papežem in cesarjem – od posvetnega vladarja kot Božjega skrbnika, vse do papeža kot pravega Kristusovega namestnika, ki se mu mora podrejati tudi svetni vladar. Če  je še nekako do sredine 11. stoletja obstajalo sodelovanje, pri katerem je cesar kot samoumevno in odgovorno sprejemal vlogo varuha Cerkve in pri tem umeščal njemu pripadajoče škofe, celo samega papeža, je prišlo v drugi polovici stoletja do nadvlade papeštva. To je vodilo med drugim k temu, da je rimsko-nemški vladar izgubil svoj edinstveni položaj na Zahodu; knezi pa so pridobili na moči, da so se vsepovsod oblikovali narodi, ter je nastalo lastno cerkveno pravo in lastno posvetno pravo. Če je cesar Henrik III. (1039–1056) še začetno cerkveno obnovo dejavno podpiral, se je le-ta obrnila ravno pod njegovim sinom Henrikom IV. (1056–1106) zoper kraljestvo. Weinfurter kaže kot spodbujevalca za razvoj zahtevo za novo  nedvoumnostjo, ki je odnose med Cerkvijo in posvetno družbo temeljito predrugačila tako v vladanju kot v pravu. Predvsem je Gregor VII. zahteval na do tedaj nepoznan in docela prevratniški način vseobsegajočo oblast za papeža in popolno pokorščino. To je naletelo najprej na osupel odpor kralju zvestega škofovstva – tudi v Eichstättu; kakor tudi med drugim kaže Liber Gudnecarii; našel je pa vendarle vedno več pripadnikov tudi med knezi. [32]

### »In nomine Domini«
- The Papal Election Decree of Nicholas II (1059). New York: Scribners, 1905; reprint AMS Press, 1971). Transcribed by Nicholas Becker Arhivirano 2011-06-13 na Wayback Machine.
- Bolla "In nomine Domini" sull’elezione del Sommo Pontefice - Niccolò II (it)

### Druga pisma
- Epistolæ: A letter from Nicholas II, pope (1059, October, to Anne of Kiev; en-la)

| Nazivi Rimskokatoliške cerkve | Nazivi Rimskokatoliške cerkve | Nazivi Rimskokatoliške cerkve |
| ----------------------------- | ----------------------------- | ----------------------------- |
| Predhodnik: Atto I.           | nadškof v Florenci 1045–1061  | Naslednik: Peter (1059–1073)  |
| Predhodnik: Štefan IX.        | Papež 1058–1061               | Naslednik: Aleksander II.     |